# 347 a. C.
El año 347 a. C. fue un año del calendario romano prejuliano. En el Imperio romano se conocía como el Año del Consulado de Veno y Torcuato (o menos frecuentemente, año 407 Ab urbe condita). 

## Acontecimientos

### Grecia
- A la vista de la victoria macedonia en Olinto, Atenas busca llegar a la paz con Macedonia. Debido a que su política financiera se basa en la asunción de que Atenas no debería involucrarse en grandes guerras, el líder ateniense, Eubulo, trabaja por la paz con Filipo II de Macedonia. Demóstenes se encuentra entre aquellos que apoyan un compromiso.
- Una delegación ateniense, en la que se incluyen Demóstenes, Esquines y Filócrates, es enviada oficialmente a Pella a negociar un tratado de paz con Filipo II. Durante las negociaciones, Esquines busca reconciliar a los atenienses con la expansión de Macedonia en Grecia.
- Platón muere y su sobrino Espeusipo es nombrado cabeza de la Academia.
- Aristóteles abandona Atenas debido al sentimiento antimacedonio que surge en Atenas después de que Filipo II de Macedonia saquease la ciudad-estado griega de Olinto en 348 a. C. Con él va otro miembro de renombre de la Academia, Jenócrates de Calcedonia. Ellos establecen una nueva academia en la ribera de Asia Menor del mar Egeo en la ciudad de Aso, de reciente construcción.

### República romana
- Se acuña moneda en Roma por vez primera.

## Fallecimientos
- Platón, filósofo griego
- Arquitas, filósofo griego (n. 428 a. C.)

- Datos: Q97253452